# Kistotxkivka
Kistotxkivka (en (ucraïnès): Кісточківка) és un poble de la República Autònoma de Crimea a Ucraïna, que el 2014 tenia 892 habitants. Pertany al districte de Nijnegorski.